# Bourgondische Poort

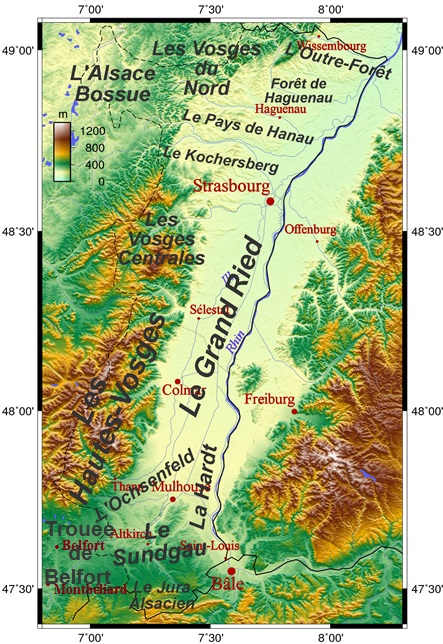
De Bourgondische Poort (in het zuidwesten) en de andere regio's van de Elzas.

De Bourgondische Poort (vooral gebruikelijk in Nederland) of Trouée de Belfort is een 30 km breed, vrijwel vlak plateau, op zo'n 400 m hoogte tussen de Vogezen en de Jura in Frankrijk.

## Situering
Het plateau bevindt zich tussen de Franse steden Mulhouse in de Elzas en Besançon in de Franche-Comté, door de valleien van Ill en Doubs en langs de iets zuidwestelijker gelegen stad Montbéliard.
Het vormt de verbinding tussen de valleien van de Rijn en de door de Ognon en de Doubs gevormde uitlopers van het Saônedal, en daardoor ook de waterscheiding tussen Rijn en Rhône en maakt dus deel uit van de grote Europese waterscheiding tussen Noordzee en Middellandse Zee.
Mogelijk stroomde de voorganger van de Rijn (Aare en Main) via de Bourgondische Poort naar het zuidwesten richting Rhônedal en Middellandse Zee. De Main stroomde door de Boven-Rijnse Laagvlakte tussen Zwarte Woud en Vogezen naar het zuiden, boog vervolgens tezamen met de Aare naar het westen en samen mondden ze via de Doubs uit in de Rhône. Het deel van de Rijn tussen Mainz en Koblenz bestond nog niet. Door rivieronthoofding slaagde de proto-Rijn erin het water van beide rivieren (eerst de Main, daarna de Aare) naar zijn eigen stroomgebied om te leiden.

## Klimaat
Het milde klimaat in Noordwest-Zwitserland en Zuidwest-Duitsland wordt in belangrijke mate bepaald door de doorstroming van mediterrane lucht uit het Rhône-dal door de Bourgondische Poort. Ook de talrijke planten- en diersoorten, in dat gebied van zuidelijker oorsprong, hebben hun leefgebied via de Poort bereikt.

## Verkeer
Door zijn ligging vormt de Bourgondische Poort ook een bundeling van verkeerswegen:
- de N83
- de autosnelweg A36 sinds de jaren 1970
- de spoorlijn Parijs - Basel
- het Rhône-Rijnkanaal sinds 1784
- de hogesnelheidsspoorlijn (LGV) Rijn-Rhône.

Reeds in de Oudheid liepen hier strategische verbindingswegen.
De aan de westzijde gelegen vestingstad Belfort beheerst de doorgang en was tot in de twintigste eeuw een belangrijk strategisch punt, die daardoor vaak werd belegerd.

## Geschiedenis
Na het einde van het West-Romeinse Rijk maakte dit plateau deel uit van het grensgebied tussen het rijk van de Alemannen en dat van de Bourgondiërs die later beiden deel van het rijk der Franken werden. De grens bleef echter behouden en deze vormde tevens de grens tussen het Germaanse en het Romaanse taalgebied. Sinds het Verdrag van Meerssen (870) behoort het noordoostelijk deel tot het Oost-Frankische Rijk en daardoor tot het Heilig Roomse Rijk, waarin het later een deel van het Hertogdom Zwaben werd. Het zuidwestelijk deel behoorde korte tijd ook tot het Oost-Frankische Rijk, maar werd al in 888 deel van het nieuwe koninkrijk Hoog-Bourgondië. Het verenigde koninkrijk Bourgondië werd in 1033 weer een deel van het Heilig Roomse Rijk.
Van de lagere delen behoorde het grotere noordoostelijk deel, met de vesting Belfort, tot het graafschap Ferrette, het zuidwestelijk tot het graafschap Montbéliard. Door huwelijkspolitiek kwam Ferrette in 1325 bij het huis Habsburg, meer bepaald de Sundgau, en Montbéliard in 1397 bij Württemberg.
Bij de Vrede van Westfalen werd de Sundgau aan Frankrijk toegewezen, waarvan het op dat moment een exclave werd. Montbéliard werd in 1793 door de Fransen bezet en in 1801, bij de Vrede van Lunéville definitief uit het Rijksgebied gehaald.
Bij de vastlegging in 1871 van de Elzas-Lotharingen-grens miskende men de oude politieke grenzen ten voordele van de taalgrens. Zo ontstond het Territoire de Belfort, het Franssprekende deel van de voormalige Sundgau. Het huidige departement ligt dan ook centraal in de Bourgondische Poort.